# Karsten Rodemann
Karsten Rodemann, bekannter unter dem Pseudonym Graf Haufen (* 1965 in Berlin), ist ein deutscher Musiker, Publizist und Aktivist.
Graf Haufen war in den frühen 1980er Jahren New-Wave- und Industrial-Musiker, Betreiber eines Cassettenlabels und Herausgeber von Fanzines in Berlin (West). Ab 1984 war er hauptsächlich als Mail-Art- und Performancekünstler, Neoist und Underground-Galerist tätig, seit Mitte der 1980er als Betreiber einer Off-Videothek sowie als Filmpublizist und -produzent.

## Leben
1981 gründete Graf Haufen das Cassettenlabel Graf Haufen Tapes, auf dem unter anderem früheste Aufnahmen der Gruppen Die Tödliche Doris und Soilent Grün (später Die Ärzte) erschienen. In seinem Fanzine Die Katastrophe rezensierte er Undergroundmusik, die international auf Cassetten veröffentlicht wurde. Daneben nahm er unter verschiedenen Pseudonymen eigene New-Wave- und Industrial-Musik auf und war Teil der West-Berliner Post-Punkkultur der frühen 1980er Jahre. Gemeinsam mit Harald Fix („Hapunkt Fliegenstrumpf Fix“, „Sulo“) und Guido Hübner („Das synthetische Mischgewebe“) bildete er die Rockgruppe Haß auf den Kapitalismus, die mit stundenlangen, aggressiven Lärmperformances und Irritainment auftrat. Sowohl das Programm von Graf Haufen Tapes, damals eines der führenden Cassettenlabel, als auch die Artikel in der Katastrophe spezialisierten sich in dieser Zeit deutlicher auf Industrial. Durch die Industrial-Szene kam Graf Haufen in Kontakt mit dem internationalen Netzwerk der Mail Art und wurde dort innerhalb kurzer Zeit ein bekannter Aktivist und Sammler, mit Kontakten auch zur subkulturellen Mail Art-Szene in Ost-Berlin und der DDR.
Einen weiteren Einschnitt markierte seine Teilnahme, gemeinsam mit Harald Fix, am 9. neoistischen Apartment-Festival im italienischen Ponte Nossa 1985. In dieser Zeit wurden aus Graf Haufen Tapes die Artcore Edition, ein Kleinstverlag und -vertrieb sowohl für experimentelle Musik, als für Mail-Art-Editionen und neoistische Publikationen. Nachfolger der Katastrophe wurde SMILE, Graf Haufens Version der multiplen neoistischen Zeitschrift, die weltweit von verschiedenen Herausgebern unter identischem Namen publiziert wurde. Graf Haufen betrieb eine eigene Version der Body Art, deklarierte seinen Körper als Kunstwerk, dokumentierte seine Anwesenheit an Orten mit Aufklebern und versuchte, seine Körperausscheidungen als Kunstobjekte zu verkaufen. Seine Privatwohnung deklarierte er, unter dem Namen Artcore Gallery, zum Ausstellungsort und zeigte dort unter anderem Installationen und Aktionsmalerei mit organischen, verrottenden Materialien. 1986 war er Initiator und gemeinsam mit Stiletto Veranstalter des nach dem 1982 in Blalla W. Hallmanns Würzburger Schrebergartenhütte durchgeführten Neoist Network's First European Training Camp zweiten Neoistentreffens in Deutschland. Die von ihm in erratischer Absicht als 64. Neoistisches Apartment-Festival apostrophierte Veranstaltung in Berlin wurde in seiner Wohnung „eröffnet“. Aus dem Festival ging 1987 das von ihm herausgegebene Buch Neoism Now hervor, die bis heute umfassendste Anthologie neoistischer Manifeste und Schriften. In dieser Zeit studierte er „Kommunikationswissenschaftliche Grundlagen von Sprache und Musik“ und „Medienberatung“ an der Technischen Universität Berlin und war zwei Jahre lang Mitbetreiber der nonkommerziellen Berliner Produzentengalerie Paranorm.
1990 trat Graf Haufen in den Kunststreik, der unter anderem von Stewart Home und den Neoisten für die Jahre 1990–1993 ausgerufen worden war. Er ist seitdem nicht mehr künstlerisch oder im Kunstbetrieb tätig gewesen. Die Body Art und die zum Teil extremen Körperverletzungsperformances der Wiener Aktionisten und von Künstlern wie Chris Burden weckten ab 1984 sein Interesse an Splatter- und Exploitationfilmen. Er wurde zunächst Stammkunde, dann Angestellter, später Miteigentümer der Berliner Off-Videothek Videodrom, die sowohl internationale Filmkunst, als auch abseitige Genrefilme führt. Schon früh wurde auch ein Versandhandel für ausgefallene Filme und Genre-Produkte angegliedert. Neben Filmen auf Video und später Laserdisc und DVD waren auch internationale Fachliteratur sowie Merchandises im Sortiment. Sparten-Genre wie asiatische Filme, im Speziellen Anime und das Hong kong Kino wurden erst durch den Videodrom Mail Order in Deutschland mit popularisiert. Ebenfalls im Jahr 1988 wurde er Mitbegründer der Filmzeitschrift Splatting Image, die sich anfänglich dem Splatterkino und später allgemein dem „unterschlagenen Film“ widmete. Als Herausgeber und Koautor war er unter anderem an einem Buch über den Filmregisseur Jess Franco beteiligt. Auf seine Initiative hin betrieb das Videodrom zwischen 1994 und 2005 auch den Plattenladen und das Plattenlabel „Raw Musique“ für Underground-Technomusik und produzierte Jess Francos Film Tender Flesh mit.
Eine Auswahl Graf Haufens Musik aus den frühen 1980er Jahren, die es nur in kleinen Auflagen auf Cassetten auf seinem eigenen Label gab, ist 2004 vom Schallplattenlabel Vinyl on Demand in 500er Auflage unter dem Titel Kontinuität der Befindlichkeiten wiederveröffentlicht worden. Diese LP ist mittlerweile vergriffen.
Auf dem Label „Korm Plastics“ erschien bereits vor einigen Jahren eine limitierte CD-R mit der erweiterten Wiederveröffentlichung der damaligen C-60 Cassette „Rite 64“ des Projekts „Falx Cerebri“ von Graf Haufen.